# Sarah Bernhardt - La più grande attrice di tutti i tempi
Sarah Bernhardt - La più grande attrice di tutti i tempi (The Incredible Sarah) è un film del 1976 diretto da Richard Fleischer, tratto dal testo teatrale Sarah in America di Ruth Wolff, che ne ha curato la sceneggiatura.

## Trama
Il film ripercorre la biografia della Bernhardt, dagli incerti inizi nella Comédie Française fino alla sua graduale affermazione come una delle principali interpreti del Teatro dell'Odéon. Anticonformista testarda e ribelle, ha un figlio illegittimo concepito con un principe belga e vive in una lussuosa villa piena di animali esotici e dove si diletta a scolpire statue.
Durante la guerra franco-prussiana Sarah si adopera come infermiera volontaria. 
Dopo una lunga tournée in Inghilterra torna a Parigi, ma nessuna compagnia vuole scritturarla a causa di una diffamante campagna giornalistica che la dipinge come immorale e traditrice dei francesi. Sarah allora compra un vecchio teatro e prepara uno spettacolo ispirato alla vicenda di Giovanna d'Arco. La sera della prima comincia nel peggiore dei modi, con il pubblico che la ingiuria ripetendo le frasi dei giornali; ma Sarah prosegue imperterrita fino all'ultima scena, quella del rogo. Il modo in cui impersona l'eroina e il suo afflato anti-inglese la fanno riconciliare con i suoi concittadini, che al termine dello spettacolo la omaggiano con un'ovazione trionfale.